# Andrea Belicchi

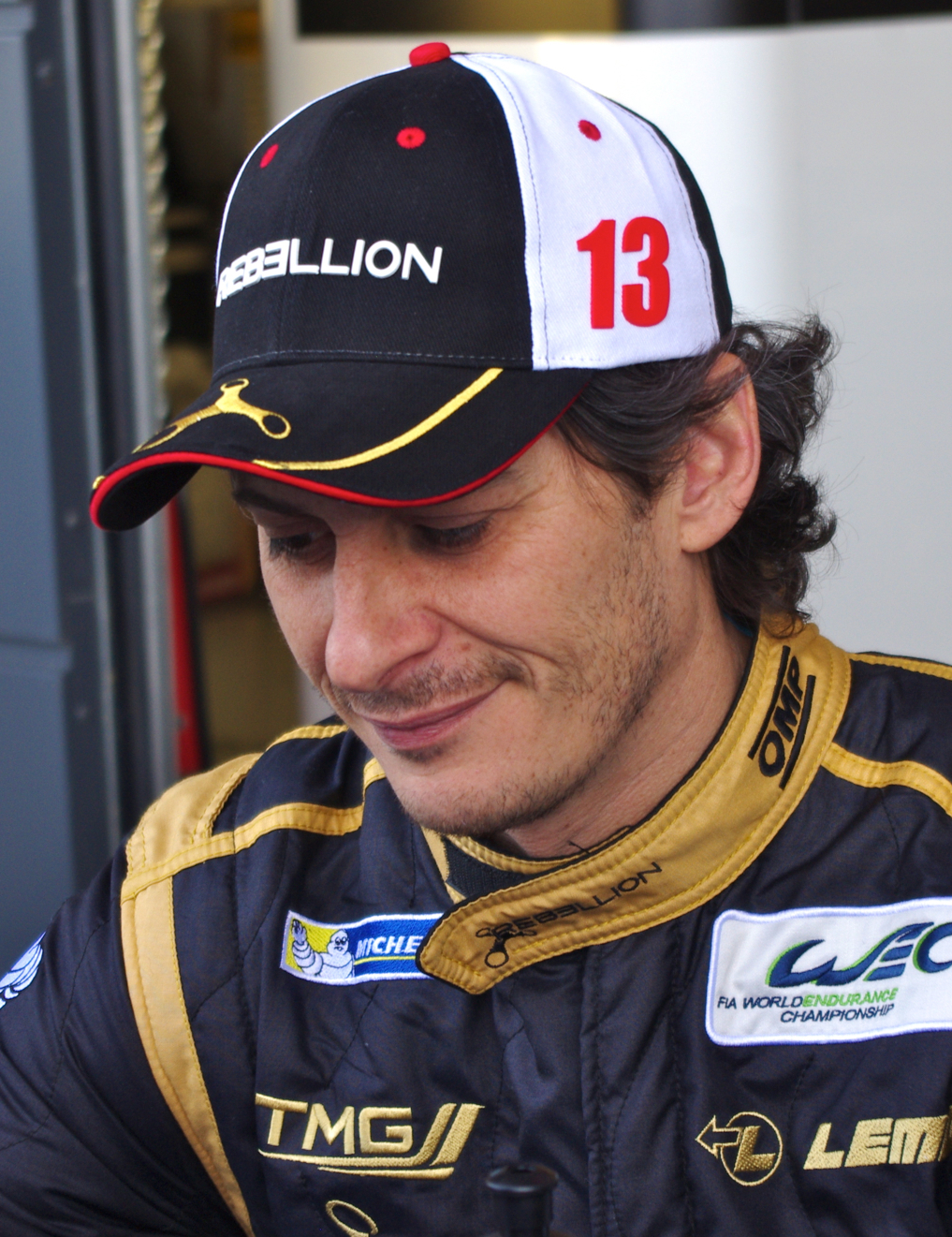
Andrea Belicchi 2013

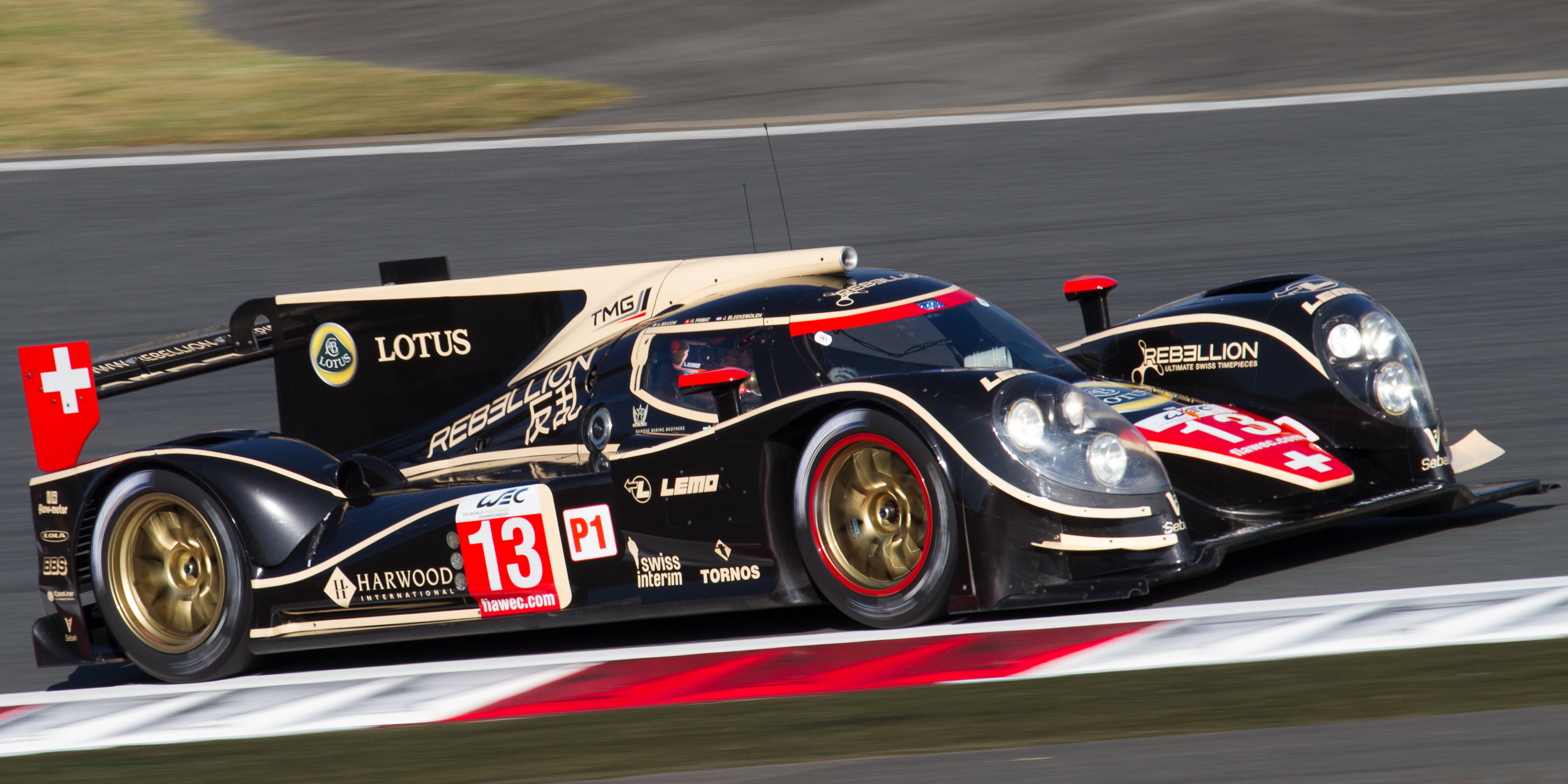
Andrea Belicchi im Lola B12/60 von Rebellion 2012

Andrea Belicchi (* 18. Dezember 1976 in Parma) ist ein italienischer Automobilrennfahrer. Belicchi nahm 2006 bis 2014 an Langstreckenrennen teil und war ab 2007 bei Rebellion Racing unter Vertrag. Von 2012 bis 2014 startete er in der FIA-Langstrecken-Weltmeisterschaft (WEC). 2015 trat er in der TCR International Series an.

## Karriere

### Anfänge im Motorsport (1991–1999)
Belicchi begann seine Motorsportkarriere 1991 im Kartsport, in dem er bis 1999 aktiv blieb. Unter anderem gewann er 1993 die italienische internationale 100 Meisterschaft und 1996 die italienische internationale 125 Meisterschaft. 1997 debütierte er zudem im Tourenwagen-/GT-Sport. Er wurde Sechster in der Renault Spider Europe. 1998 blieb er in dieser Serie und entschied sie für sich. Darüber hinaus gewann Belicchi den italienischen Renault Megane Coppa Junior und er nahm an zwei Rennen der französischen GT-Meisterschaft teil. 1999 erreichte er den zweiten Gesamtrang der Renault Sport Clio Trophy. Darüber hinaus debütierte er im Formelsport und nahm für In Motorsport an neun Rennen der Euro Open Movistar By Nissan teil. Dabei gelang ihm ein Sieg und er wurde Zehnter in der Meisterschaft.

### Formel Nissan/Formel Renault (2000–2004)
2000 konzentrierte sich Belicchi hauptsächlich auf den Formelsport. Er wechselte innerhalb der Rennserie, die nun Open Telefonica by Nissan hieß, zu Doors Engineering. Mit zwei Siegen beendete er die Saison auf dem siebten Rang der Fahrerwertung. Darüber hinaus nahm er an einigen Rennen des Formel Renault 2000 Eurocups teil und er kehrte für einzelne Rennen in die Renault Sport Clio Trophy zurück. 2001 startete Belicchi für Doors Engineering und Sitec Motorsport in der Open Telefonica by Nissan. Mit zwei Siegen verbesserte er sich auf den dritten Gesamtrang, der seine beste Gesamtplatzierung in dieser Rennserie darstellt. Außerdem nahm er erneut an einzelnen Rennen der Renault Sport Clio Trophy teil. 2002 wechselte Belicchi in die Formel Nissan 2000, die als Unterserie der Open Telefonica by Nissan gegründet wurde. Für BCN Competition startend gewann er ein Rennen und schloss die Saison auf dem fünften Meisterschaftsplatz ab. Darüber hinaus trat er für Lukoil Racing in der russischen Formel-3-Meisterschaft an. Dort gewann er zwei Rennen und entschied die Meisterschaft für sich.
2003 erhielt Belicchi ein Cockpit bei AFC Motorsport im Formel Renault V6 Eurocup, aus dem zwei Jahre später zusammen mit der Open Telefonica by Nissan die Formel Renault 3.5 wurde. Belicchi gewann ein Rennen und stand insgesamt viermal auf dem Podium. Er erreichte den sechsten Gesamtrang. Darüber hinaus wurde Belicchi 2003 für Lukoil Racing finnischer Formel-3-Meister. Dabei gewann er alle acht Rennen von der Pole-Position startend und erzielte stets die schnellste Rennrunde. 2004 blieb Belicchi bei AFC Motorsport im Formel Renault V6 Eurocup. Er gewann drei Rennen und wurde Dritter in der Fahrerwertung. Es war Belicchis letzte vollständige Saison im Formelsport.

### GT-Sport (2005)
2005 lag Belicchis Hauptaugenmerk auf der italienischen GT-Meisterschaft, in der er den siebten Platz in der GT1-Wertung erzielte. Darüber hinaus nahm er an je einem Rennen im Porsche Supercup und der italienischen Formel 3000 teil.

### Le Mans Series (2006–2011)
2006 debütierte Belicchi in der Le Mans Series. Er trat zu zwei Rennen der LMGT2-Klasse an und gewann diese Wertung bei einem Rennen.
2007 trat Belicchi für Speedy Racing in der LMGT2-Klasse der Le Mans Series an und nahm – ebenfalls in einem LMGT2-Fahrzeug – 2007 erstmals am 24-Stunden-Rennen von Le Mans teil. Er wurde Siebter in der LMGT2-Klasse der Le Mans Series. 2008 blieb Belicchi bei Speedy Racing, wechselte aber in die LMP2-Klasse der Le-Mans-Prototypen. In der Le Mans Series wurde er mit einer Podest-Platzierung Zehnter in seiner Klasse. Beim 24-Stunden-Rennen von Le Mans 2008, wo er ebenfalls in der LMP2-Klasse fuhr, schied er wie im Vorjahr aus. In beiden Jahren war Belicchi zudem in der International GT Open aktiv.
2009 stieg Belicchi zusammen mit Speedy Racing in die höchste Prototypen-Klasse, die LMP1, auf. Zusammen mit seinen Teamkollegen Marcel Fässler und Nicolas Prost belegte er den fünften Platz in der Meisterschaft mit einer Podest-Platzierung. Darüber hinaus erreichte er beim 24-Stunden-Rennen von Le Mans zusammen mit Prost und Neel Jani erstmals das Ziel. 2009 war Belicchi zudem in der italienischen Tourenwagenlangstreckenmeisterschaft und dem italienischen Porsche Carrera Cup bei einzelnen Rennen aktiv. Im Porsche Supercup absolvierte er einen Gaststart. 2010 blieb Belicchi bei seinem Rennstall, der nun als Rebellion Racing an den Start ging. In der LMP1-Wertung der Le Mans Series belegte er zusammen mit Jean-Christophe Boullion den siebten Rang. Er nahm für Rebellion Racing auch am 24-Stunden-Rennen von Le Mans 2010 teil. 2011 belegte Belicchi zusammen mit Boullion den zweiten Platz in der LMP1-Fahrerwertung der Le Mans Series. Außerdem trat er für Rebellion Racing erneut zum 24-Stunden-Rennen von Le Mans an und er nahm für seinen Rennstall an einem Rennen des Intercontinental Le Mans Cups teil. Darüber hinaus absolvierte er mehrere Rennen in der italienischen GT-Meisterschaft.

### WEC (2012–2014)
Als der Intercontinental Le Mans Cup 2012 zur FIA-Langstrecken-Weltmeisterschaft (WEC) wurde, erhielt Belicchi ein LMP1-Cockpit bei Rebellion. Er wurde bei zwei Rennen Vierter und schloss die Saison zusammen mit seinem Teamkollegen Harold Primat auf dem achten Platz der Fahrerweltmeisterschaft ab. Darüber hinaus nahm er zusammen mit Jani und Prost an einem Rennen der American Le Mans Series (ALMS) teil, das die drei für sich entschieden. Im Porsche Supercup absolvierte Belicchi einen weiteren Gaststart.
2013 blieb Belicchi bei Rebellion in der WEC, kam aber nicht mehr bei jedem Rennen zum Einsatz, da Rebellion nach dem 24-Stunden-Rennen von Le Mans 2013 nur noch ein Fahrzeug einsetzte. Beim 24-Stunden-Rennen von Le Mans zog sich Belicchi zudem bei einem Unfall einen Rippenbruch zu. Beim 6-Stunden-Rennen von Mount Fuji gelang Belicchi zusammen mit Mathias Beche mit einem dritten Platz seine erste Podest-Platzierung in der Weltmeisterschaft. Am Ende der Saison lag er auf dem 13. Platz in der Weltmeisterschaft. Außerdem absolvierte er ein Rennen in der ALMS.
2014 bestritt Belicchi seine dritte Saison für Rebellion in der FIA-Langstrecken-Weltmeisterschaft und bildete ein Team mit Dominik Kraihamer und Fabio Leimer. Nachdem die drei Fahrer in der ersten Saisonhälfte nie das Ziel erreichten, erzielten sie in der zweiten Saisonhälfte stets Punkte. Ein sechster Platz war ihr bestes Ergebnis und sie wurden 17. in der Fahrerwertung.

### TCR (2015)
2015 wechselte Belicchi in den Tourenwagensport zu Target Competition in die TCR International Series. Beim zweiten Rennwochenende in Shanghai gewann er erstmals. Zu zwei Veranstaltungen trat er nicht an. Während sein Teamkollege Stefano Comini die Meisterschaft gewann, erreichte Belicchi den sechsten Platz in der Fahrerwertung.

## Statistik

### Karrierestationen
| - 1991–1999: Kartsport - 1997: Renault Spider Europe (Platz 6) - 1998: Renault Spider Europe (Meister) - 1998: Italienischer Renault Megane Coppa Junior (Meister) - 1998: Französische GT - 1999: Renault Sport Clio Trophy (Platz 2) - 1999: Euro Open Movistar By Nissan (Platz 10) - 2000: Open Telefonica by Nissan (Platz 7) - 2000: Formel Renault 2000 Eurocup (Platz 19) - 2000: Renault Sport Clio Trophy (Platz 21) - 2001: Open Telefonica by Nissan (Platz 3) - 2001: Renault Sport Clio Trophy (Platz 14) - 2002: Formel Nissan 2000 (Platz 5) | - 2002: Russische Formel 3 (Meister) - 2003: Formel Renault V6 Eurocup (Platz 6) - 2003: Finnische Formel 3 (Meister) - 2004: Formel Renault V6 Eurocup (Platz 3) - 2005: Italienische GT, GT1 (Platz 7) - 2005: Italienische Formel 3000 (Platz 17) - 2005: Porsche Supercup - 2006: Le Mans Series, LMGT2 (Platz 9) - 2007: Le Mans Series, LMGT2 (Platz 7) - 2007: International GT Open - 2008: Le Mans Series, LMP2 (Platz 10) - 2008: International GT Open (Platz 28) - 2009: Le Mans Series, LMP1 (Platz 5) | - 2009: Italienische Tourenwagenlangstrecke (Platz 17) - 2009: Italienischer Porsche Carrera Cup (Platz 16) - 2010: Le Mans Series, LMP1 (Platz 7) - 2011: Le Mans Series, LMP1 (Platz 2) - 2011: Intercontinental Le Mans Cup, LMP1 - 2011: Italienische GT, GT4 (Platz 27) - 2012: WEC (Platz 8) - 2012: ALMS, LMP1 - 2013: WEC (Platz 13) - 2013: ALMS, LMP1 - 2014: WEC (Platz 17) - 2015: TCR International Series (Platz 6) |

### Le-Mans-Ergebnisse
| Jahr | Team                   | Fahrzeug               | Teamkollege              | Teamkollege         | Platzierung | Ausfallgrund     |
| ---- | ---------------------- | ---------------------- | ------------------------ | ------------------- | ----------- | ---------------- |
| 2007 | Spyker Squadron b.v.   | Spyker C8 Spyder GT2-R | Alex Caffi               | Andrea Chiesa       | Ausfall     | Kraftübertragung |
| 2008 | Speedy Racing Team     | Lola B08/80            | Steve Zacchia            | Xavier Pompidou     | Ausfall     | Unfall           |
| 2009 | Speedy Racing Team     | Lola B08/60            | Nicolas Prost            | Neel Jani           | Rang 14     |                  |
| 2010 | Rebellion Racing       | Lola B10/60            | Jean-Christophe Boullion | Guy Smith           | Ausfall     | Unfall           |
| 2011 | Rebellion Racing       | Lola B10/60            | Jean-Christophe Boullion | Guy Smith           | Ausfall     | Unfall           |
| 2012 | Rebellion Racing       | Lola B12/60            | Jeroen Bleekemolen       | Harold Primat       | Rang 11     |                  |
| 2013 | Rebellion Racing       | Lola B12/60            | Mathias Beche            | Cheng Congfu        | Rang 40     |                  |
| 2014 | Rebellion Racing       | Rebellion R-One        | Dominik Kraihamer        | Fabio Leimer        | Ausfall     | Motorschaden     |
| 2017 | Cetilar Villorba Corse | Dallara P217           | Roberto Lacorte          | Giorgio Sernagiotto | Rang 9      |                  |
| 2019 | Cetilar Villorba Corse | Dallara P217           | Roberto Lacorte          | Giorgio Sernagiotto | Rang 18     |                  |
| 2020 | Cetilar Villorba Corse | Dallara P217           | Roberto Lacorte          | Giorgio Sernagiotto | Rang 14     |                  |

### Sebring-Ergebnisse
| Jahr | Team             | Fahrzeug    | Teamkollege   | Teamkollege        | Platzierung | Ausfallgrund |
| ---- | ---------------- | ----------- | ------------- | ------------------ | ----------- | ------------ |
| 2012 | Rebellion Racing | Lola B12/60 | Harold Primat | Jeroen Bleekemolen | Rang 34     |              |
| 2013 | Rebellion Racing | Lola B12/60 | Mathias Beche | Cheng Congfu       | Rang 5      |              |

### Einzelergebnisse in der FIA-Langstrecken-Weltmeisterschaft
| Saison  | Team             | Rennwagen                   | 1   | 2   | 3   | 4   | 5   | 6   | 7   | 8   | 9   |
| ------- | ---------------- | --------------------------- | --- | --- | --- | --- | --- | --- | --- | --- | --- |
| 2012    | Rebellion Racing | Lola B12/60                 | SEB | SPA | LEM | SIL | SAO | BAH | FUJ | SHA |     |
| 2012    | Rebellion Racing | Lola B12/60                 | 34  | 6   | 11  | 4   | 6   | 5   | 7   | 4   |     |
| 2013    | Rebellion Racing | Lola B12/60                 | SIL | SPA | LEM | SAO | AUS | FUJ | SHA | BAH |     |
| 2013    | Rebellion Racing | Lola B12/60                 | 6   | 6   | 40  |     |     | 3   | 4   | DNF |     |
| 2014    | Rebellion Racing | Lola B12/60 Rebellion R-One | SIL | SPA | LEM | AUS | FUJ | SHA | BAH | SAO |     |
| 2014    | Rebellion Racing | Lola B12/60 Rebellion R-One | DNF | DNF | DNF | DNF | 11  | 8   | 6   | 18  |     |
| 2017    | Cetilar Corse    | Dallara P217                | SIL | SPA | LEM | NÜR | MEX | AUS | FUJ | SHA | BAH |
| 2017    | Cetilar Corse    | Dallara P217                | 9   |     |     |     |     |     |     |     |     |
| 2018/19 | Cetilar Corse    | Dallara P217                | SPA | LEM | SIL | FUJ | SHA | SEB | SPA | LEM |     |
| 2018/19 | Cetilar Corse    | Dallara P217                |     |     |     |     | 18  |     |     |     |     |
| 2019/20 | Cetilar Corse    | Dallara P217                | SIL | FUJ | SHA | BAH | AUS | SPA | LEM | BAH |     |
| 2019/20 | Cetilar Corse    | Dallara P217                | 11  | 12  | 12  | 12  | 11  | 8   | 14  | 24  |     |

### Einzelergebnisse in der TCR International Series
| Jahr | Team               | 1   | 2   | 3   | 4   | 5   | 6   | 7   | 8   | 9   | 10  | 11  | 12  | 13  | 14  | 15  | 16  | 17  | 18  | 19  | 20  | 21  | 22  | Punkte | Rang |
| ---- | ------------------ | --- | --- | --- | --- | --- | --- | --- | --- | --- | --- | --- | --- | --- | --- | --- | --- | --- | --- | --- | --- | --- | --- | ------ | ---- |
| 2015 | Target Competition | SEP | SEP | SHA | SHA | VAL | VAL | POR | POR | MNZ | MNZ | SAL | SAL | SOC | SOC | SPI | SPI | SIN | SIN | BUR | BUR | MAC | MAC | 186    | 6.   |
| 2015 | Target Competition | 52  | 5   | 5   | 1   | 42  | DSQ | 12  | 10  | 35  | 5   | 3   | 5   | 32  | DNF | 2   | 11* |     |     |     |     | 8   | 2   | 186    | 6.   |